# Verdrag tot regeling der grens tusschen Suriname en Brazilië

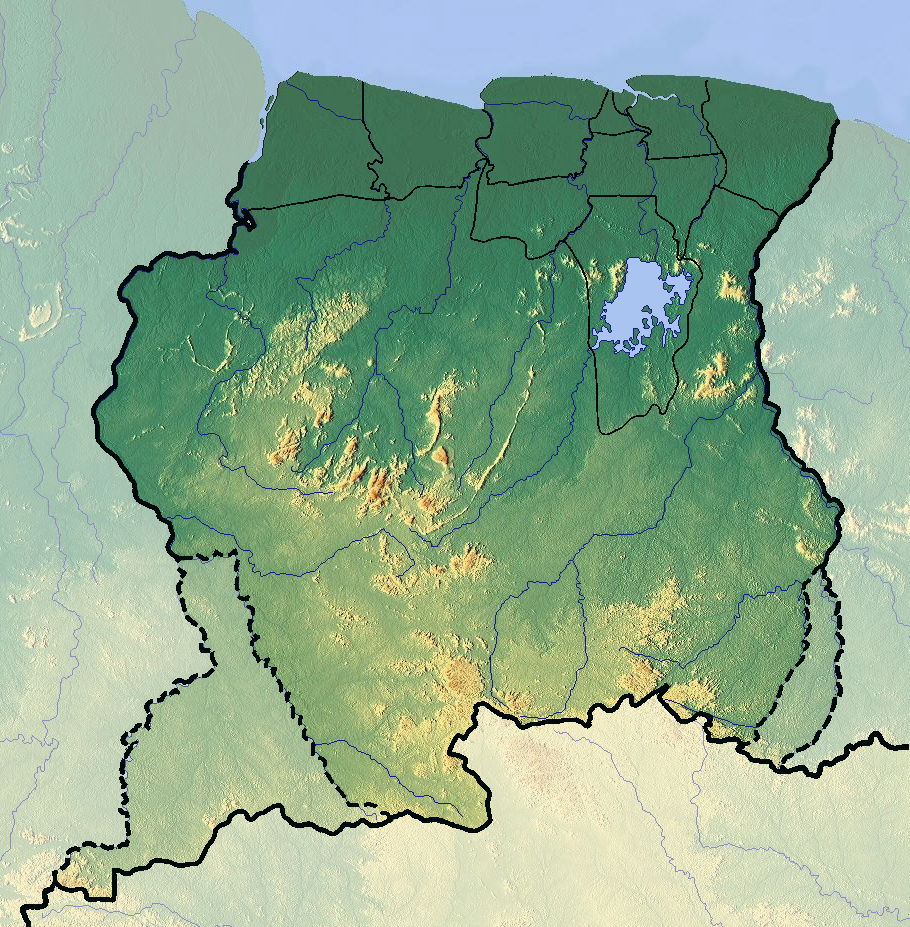
Grenzen van Suriname

Het Verdrag tot regeling der grens tusschen Suriname en Brazilië is een verdrag tussen Nederland en Brazilië uit 1906 dat sindsdien de zuidgrens bepaalt van Suriname met Brazilië. Het verdrag werd op 5 mei 1906 getekend en in 1908 in beide landen geratificeerd.
De grens werd neergelegd tussen Frans-Guyana naar Brits-Guyana; Brazilië kwam de grenslijnen met die twee kolonies ervoor overeen. De grens loopt tussen de waterscheiding van het Amazonebekken in het zuiden en de rivieren die naar de Atlantische Oceaan stromen in het noorden. De grens is na de Surinaamse onafhankelijkheid ongewijzigd van kracht gebleven.
De grens is niet afgebakend en loopt door nagenoeg ondoordringbaar oerwoud. Wel werden er door de grenscommissie 60 markeringen langs de grens aangebracht. In 1936 is met drie expedities de zuidgrens nader vastgelegd.